# (34054) 2000 OE39
2000 OE39 (asteroide 34054) é um asteroide da cintura principal. Possui uma excentricidade de 0,11980900 e uma inclinação de 9,75671º.
Este asteroide foi descoberto no dia 30 de julho de 2000 por LINEAR em Socorro.